# 1998年長野パラリンピック
1998年長野パラリンピック（1998ねんながのパラリンピック）は、1998年3月5日から3月14日に行われた第7回冬季パラリンピック。長野1998（Nagano 1998）と呼称される。1998年長野オリンピックの後に長野県長野市を主会場として開催され、冬季パラリンピックではアジア初の開催となった。

## 概要
今大会では知的障害者が初めてノルディックスキー距離競技に参加を認められた。しかし次期の夏季大会（シドニー）においてスペインが知的障害者のバスケットボールチームに健常の選手を潜り込ませて金メダルをさらったことが露見した。銀メダルのロシアチームにも不正が認められたため、以後は障害者のスポーツ祭典であるパラリンピックから知的障害者は再び排除されてしまうこととなった。また聴覚障害者、精神障害者についてもパラリンピックの埒外におかれたままになっている。
開会式では神田うの、鬼太鼓座などが出演した。
大会を運営したのは、財団法人長野パラリンピック冬季競技大会組織委員会（通称：NAPOC）である。

## 実施競技
- スキー
  - アルペンスキー
  - ノルディックスキー
    - バイアスロン
    - クロスカントリースキー
- アイススレッジホッケー
- アイススレッジスピードレース

## 本大会の日本選手メダリスト
- 金メダル
  - 大日方邦子（アルペンスキー女子滑降座位）
  - 武田アイススレッジスピードレース男子100m LW10）
  - 武田豊（アイススレッジスピードレース男子500m LW10）
  - 武田豊（アイススレッジスピードレース男子1000m LW10）
  - 土田和歌子（アイススレッスピードレース女子1500m LW11）
  - 土田和歌子（アイススレッジスピードレース女子1000m LW11）
  - 松江美季（アイススレッジスピードレース女子500m LW10）
  - 松江美季（アイススレッジスピードレース女子1000m LW10）
  - 松江美季（アイススレッジスピードレース女子1500m LW10）
  - 渡辺敏貴（アイススレッジスピードレース男子1500m LW10）
  - 志鷹昌浩（アルペンスキー男子回転座位）
  - 小林深雪（伴走ー中村由紀） （バイアスロン女子7.5km視覚障害）
- 銀メダル
  - 安彦諭（距離男子5kmクラシカルIDクラス）
  - 青木辰子（アルペンスキー女子回転座位）
  - 奥山京子（アイススレッジスピードレース女子1500m LW11）
  - 奥山京子（アイススレッジスピードレース女子1000m LW11）
  - 大日方邦子（アルペンスキー女子スーパー大回転座位）
  - 野沢英二（バイアスロン男子7.5km LW10）
  - 金井良枝（アイススレッジスピードレース女子1500m LW10）
  - 奥原明男（アイススレッジスピードレース男子100m LW10）
  - 加藤正（アイススレッジスピードレース男子500m LW11）
  - 加藤正（アイススレッジスピードレース男子1000m LW11）
  - 武田豊（アイススレッジスピードレース男子1500m LW10）
  - 土田和歌子（アイススレッジスピードレース女子100m LW11）
  - 土田和歌子（アイススレッジスピードレース女子500m LW11）
  - 中村博之（アイススレッジスピードレース男子1500m LW11）
  - 松江美季（アイススレッジスピードレース女子100m LW10）
  - 山口善久（アイススレッジスピードレース男子100m LW11）
- 銅メダル
  - 奥山京子（アイススレッジスピードレース女子100m LW11）
  - 奥山京子（アイススレッジスピードレース女子500m LW11）
  - 奥原明男（アイススレッジスピードレース男子500m LW10）
  - 大日方邦子（アルペンスキー女子回転座位）
  - 加藤正（アイススレッジスピードレース男子1500m LW11）
  - 金井良枝（アイススレッジスピードレース女子100m LW10）
  - 金井良枝（アイススレッジスピードレース女子1000m LW10）
  - 金井良枝（アイススレッジスピードレース女子500m LW10）
  - 桑原明美（アイススレッジスピードレース女子1500m LW11）
  - 篠原広樹（距離男子20kmクラシカルIDクラス）
  - 中村博之（アイススレッジスピードレース男子1000m LW11）
  - 山口善久（アイススレッジスピードレース男子500m LW11）
  - 渡辺敏貴（アイススレッジスピードレース男子1000m LW10）

## 大会マスコット
- パラビット（ウサギ）

1本の棒を持つスキーにのったウサギをデザインしたもので、冬季パラリンピックに於いてマスコットキャラクターを採用したのは、この長野大会が初めてとなった。

## テーマ曲
「旅立ちの時〜Asian Dream Song〜」
- 歌：宮沢和史 with 久石譲
- 作詞：ドリアン助川
- 作曲・編曲：久石譲

久石は大会総合プロデューサーも担当している。
長野パラリンピック閉会後は、主に合唱曲として卒業式・離任式などの定番曲となっている。

## 日本における社会的影響
1996年に行われたアトランタパラリンピックでは、日本のメディアの扱いが小さかった。しかし、長野パラリンピックは、メディアが積極的に報道したパラリンピックだった。競技の様子は、新聞では社会面などではなくスポーツ面報道でされるようになり、NHKは閉会式も生放送で放送した。そして、長野パラリンピック以降ではパラリンピックが積極的に報道されるようになった。
また、オリンピック選手団並びにパラリンピック選手団が着用する日本選手団の公式ユニフォームが統一デザインとなったのは、1998年の長野オリンピック及び長野パラリンピックからである。

## 競技会場
- 開・閉会式、アイススレッジスピードレース：エムウェーブ
- アイススレッジホッケー：アクアウイング
- バイアスロン：バイアスロン会場（ふれ愛の森公園、野沢温泉村）
- クロスカントリースキー：スノーハープ（白馬村）
- アルペンスキー（滑降、スーパー大回転、大回転、回転）：志賀高原

尚、アイススレッジスピードレースは、長野大会を最後にパラリンピックから除外された。

## 各国のメダル獲得数順位
| 長野パラリンピック 獲得メダル数 | 長野パラリンピック 獲得メダル数 | 長野パラリンピック 獲得メダル数 | 長野パラリンピック 獲得メダル数 | 長野パラリンピック 獲得メダル数 | 長野パラリンピック 獲得メダル数 |
| 順位                            | NPC Name                        | 金                              | 銀                              | 銅                              | 合計                            |
| ------------------------------- | ------------------------------- | ------------------------------- | ------------------------------- | ------------------------------- | ------------------------------- |
| 1                               | ノルウェー                      | 18                              | 9                               | 13                              | 40                              |
| 2                               | ドイツ                          | 14                              | 17                              | 13                              | 44                              |
| 3                               | アメリカ合衆国                  | 13                              | 8                               | 13                              | 34                              |
| 4                               | 日本                            | 12                              | 16                              | 13                              | 41                              |
| 5                               | ロシア                          | 12                              | 10                              | 9                               | 31                              |
| 6                               | スイス                          | 10                              | 5                               | 8                               | 23                              |
| 7                               | スペイン                        | 8                               | 0                               | 0                               | 8                               |
| 8                               | オーストリア                    | 7                               | 16                              | 11                              | 34                              |
| 9                               | フィンランド                    | 7                               | 5                               | 7                               | 19                              |
| 10                              | フランス                        | 5                               | 9                               | 8                               | 22                              |
| 11                              | ニュージーランド                | 4                               | 1                               | 1                               | 6                               |
| 12                              | イタリア                        | 3                               | 4                               | 3                               | 10                              |
| 13                              | チェコ                          | 3                               | 3                               | 1                               | 7                               |
| 14                              | ウクライナ                      | 3                               | 2                               | 4                               | 9                               |
| 15                              | カナダ                          | 1                               | 9                               | 5                               | 15                              |
| 16                              | オーストラリア                  | 1                               | 0                               | 1                               | 2                               |
| 16                              | デンマーク                      | 1                               | 0                               | 1                               | 2                               |
| 18                              | スロバキア                      | 0                               | 6                               | 4                               | 10                              |
| 19                              | スウェーデン                    | 0                               | 1                               | 5                               | 6                               |
| 20                              | オランダ                        | 0                               | 1                               | 1                               | 2                               |
| 21                              | ポーランド                      | 0                               | 0                               | 2                               | 2                               |